# Adel Abdelrahman
Adel Abdelrahman (Egitto, 11 dicembre 1967) è un ex calciatore egiziano, di ruolo attaccante.

## Carriera
Con la Nazionale egiziana ha partecipato al Campionato mondiale di calcio 1990.

## Palmarès

### Club

#### Competizioni nazionali
- Campionato egiziano: 3

Al-Ahly: 1988-1989, 1993-1994, 1994-1995
- Coppa d'Egitto: 4

Al-Ahly: 1988-1989, 1990-1991, 1991-1992, 1992-1993

#### Competizioni internazionali
- Coppa dei Campioni afro-asiatica: 1

Al-Ahly: 1988
- Coppa delle Coppe d'Africa: 1

Al-Ahly: 1992-1993